# Las Tres Edades (película)
Las Tres Edades (Three Ages, en inglés) es un largometraje estadounidense de 1923 de comedia muda protagonizado por el cómico Buster Keaton y Wallace Beery. Fue el primer largometraje que Keaton escribió, dirigió, produjo y protagonizó, estructurando la película como tres cortometrajes intercalados. Si el proyecto hubiera fracasado, la película se habría dividido en tres cortometrajes, cada uno de los cuales habría tratado una de las edades. La estructura también funcionaba como parodia de la película Intolerancia, de D. W. Griffith, de 1916.

## Sinopsis
Tres tramas en tres periodos históricos diferentes: la prehistoria, la antigua Roma y los tiempos modernos, (los felices años veinte). Los tres se intercalan para demostrar que el amor del hombre por la mujer no ha cambiado significativamente a lo largo de la historia. En las tres tramas, los personajes interpretados por el pequeño y delgado Buster Keaton y el apuesto matón Wallace Beery compiten por la atención de la misma mujer, interpretada por Margaret Leahy. Cada trama sigue "arcos" similares en la línea de la historia en la que el personaje de Keaton trabaja por la atención de su amada y finalmente la conquista.
En la "edad de Piedra", Keaton compite con el más grande y bruto Beery por una cavernícola, Leahy. Después de observar cómo otro cavernícola arrastra a una mujer por el pelo para "conquistarla", Keaton intenta ser más firme, pero es continuamente empujado y acosado por Beery. Un intento de dar celos a Leahy coqueteando con otra mujer acaba en fracaso. Sin embargo, Keaton se acerca a Leahy y Beery le reta a pelear de madrugada. Keaton gana gracias a que esconde una piedra en su garrote, pero es atrapado y atado a la cola de un elefante para ser arrastrado por el suelo como castigo. A su regreso, encuentra a Leahy a punto de ser seducida por Beery e intenta huir con ella. Beery le atrapa y los dos luchan lanzándose rocas desde lejos, con Keaton y Leahy juntos en un acantilado, derrotando finalmente al bruto cavernícola. En el epílogo, Keaton y Leahy se van de paseo con su enorme familia de niños siguiéndoles.
En el segmento de la "antigua Roma", Keaton intenta atraer la atención del adinerado Leahy, pero es continuamente rechazado por Beery. Beery le reta a una carrera de carros tras una dura nevada; Keaton gana utilizando perros de trineo en lugar de caballos. En venganza, Beery le obliga a meterse en el foso de los leones de la familia de Leahy. Keaton sobrevive haciéndose amigo del león y haciéndole la manicura en sus garras. Keaton es rescatado por los padres de Leahy mientras Beery secuestra a Leahy. Keaton la rescata e intenta seducirla en su palanquín, que despega sin ellos. En el epílogo, también salen de paseo con muchos niños a cuestas.
En los "tiempos modernos", Keaton es un hombre pobre que anhela a Leahy, que tiene padres ricos. La madre de Leahy, poco impresionada por la cuenta bancaria de Keaton pero interesada en la de Beery, se decide por éste como pareja para su hija. Keaton se emborracha accidentalmente en un restaurante en el que Beery y Leahy están cenando, y Beery engaña a un comensal para que le dé un puñetazo a Keaton, que tropieza con la borrachera en casa. Más tarde, Keaton impresiona a Leahy jugando un partido de fútbol, mientras que Beery es sólo un entrenador; Beery decide jugar frente a Keaton. Keaton se ve abrumado por el mayor de los Beery, pero acaba ganando el partido con un impresionante "touchdown". Un irritado Beery inculpa a Keaton por posesión de alcohol y hace que lo arresten, mostrándole al mismo tiempo su anuncio de boda con Leahy: Keaton no podrá impedir la boda mientras esté en la cárcel. Mientras es seguido por un guardia, Keaton encuentra un archivo criminal que muestra que Beery ha sido acusado de bigamia y falsificación. Intenta llamar a Leahy para advertirle. Se escapa accidentalmente cuando la cabina telefónica que está utilizando es retirada para ser reemplazada. Keaton evade a la policía que le persigue y llega a la iglesia a tiempo de evitar la boda de Leahy y llevársela en un taxi. Tras mostrarle el expediente penal de Beery, lleva a Leahy a su casa y se prepara para marcharse, pero ella le besa. Le dice al taxista que van a volver a la iglesia. En el epílogo, también salen a pasear, esta vez con su perro en lugar de los niños.

## Reparto
- Buster Keaton como el Chico
- Margaret Leahy como la Chica
- Wallace Beery como el Villano
- Joe Roberts como el Padre de la Chica
- Lillian Lawrence como la Madre de la Chica
- Kewpie Morgan como el Emperador / Hombre de las Cavernas / Matón Romano (acreditado como Horace Morgan)

## Crítica
En su reseña de la revista Life de octubre de 1923, Robert E. Sherwood escribió: "Aunque uno tiene considerables dificultades para seguir los extraños meandros de la trama de Buster (si es que hay alguna), no se tiene ningún problema en bien recibir sus payasadas con una risa sincera. De las tres edades, la parte del hombre de las cavernas es seguramente la más cómica".
El número de diciembre de 1923 de Photoplay publicó de la película: «Tiene sus puntos buenos, pero está por debajo del nivel de Buster».
Más recientemente, Dennis Schwartz dijo: «Aunque está sobrecargada de narrativa para una comedia de Keaton, se producen algunos destellos de su genio».